# Anthony Charles Harris
Anthony Charles Harris (1790-novembre 1869) est un Britannique, égyptologue et collectionneur d'antiquités qui a trouvé le papyrus datant de Ramsès III (le plus grand papyrus connu à ce jour), qui porte son nom, et le papyrus Abbott, sur lequel on trouve les implantations de tombes dans la vallée des Rois.